# Jeanne Baret
Jeanne Baret, Baré o Barret (La Comelle, 27 luglio 1740 – Saint-Aulaye, 5 agosto 1807), è stata un'esploratrice francese.
Fece parte della spedizione di Louis-Antoine de Bougainville sulle navi La Boudeuse ed Étoile nel 1766-1769. Baret è considerata la prima donna ad aver compiuto la circumnavigazione del globo.
Jeanne Baret partecipò alla spedizione travestita da uomo, facendosi chiamare Jean Baret. Si arruolò come valletto e assistente del naturalista Philibert Commerson poco prima che Bougainville salpasse dalla Francia. Secondo il racconto di Bougainville, Baret stessa era un'esperta botanica.

## Biografia

### Gioventù
Jeanne Baret nacque il 27 luglio 1740 nel villaggio di La Comelle nella regione francese della Borgogna. La registrazione del suo battesimo è tuttora esistente e la identifica come la legittima erede di Jean Baret e Jeanne Pochard. Il padre era un bracciante, a quanto sembra analfabeta dato che non firmò il registro parrocchiale.
Non si conosce nulla degli anni di gioventù di Baret. Fu lei a dire a Bougainville di essere orfana e di aver perso la propria fortuna per una causa legale prima di travestirsi da uomo. Mentre potrebbe essere vero il fatto di essere rimasta orfana data la bassa aspettativa di vita del tempo, gli storici concordano sul fatto che altri dettagli della storia raccontata a Bougainville furono inventati per scagionare Commerson dall'accusa di complicità nel travestimento.  La Borgogna era al tempo una della province francesi più arretrate per quanto riguarda la qualità della vita del ceto basso, ed è probabile che la famiglia di Baret fosse povera.
Uno dei misteri della vita di Baret fu come apprese i primi rudimenti di istruzione, come ad esempio saper firmare i documenti legali che permisero di capire che non era analfabeta. Uno dei suoi biografi, Glynis Ridley, ipotizzò che la madre potesse essere di discendenza ugonotta, un gruppo con un'importante tradizione letteraria, non comune tra il volgo del tempo. Un altro biografo, John Dunmore, crede che le possa essere stato insegnato dal sacerdote parrocchiale o da un membro della piccola nobiltà locale.

### Relazione con Commerson
A un certo punto, tra il 1760 e il 1764, Baret fu assunta come domestica presso il naturalista Philibert Commerson, che si era trasferito a Toulon-sur-Arroux, circa 20 km a sud di La Comelle in seguito al matrimonio contratto nel 1760. La moglie di Commerson, sorella di un sacerdote della locale parrocchia, morì poco dopo aver dato alla luce un figlio nell'aprile del 1762, e sembra probabile che Baret si fosse presa cura della casa di Commerson in quel periodo, se non addirittura prima.
È anche presumibile che Baret e Commerson avessero una relazione personale, dato che Baret rimase incinta nel 1764. Secondo la legge francese del tempo, le donne che restavano incinte fuori dal matrimonio dovevano richiedere un "certificato di maternità" nel quale potevano fare il nome del padre del figlio. Il certificato di Baret, dell'agosto del 1764, si è conservato; fu compilato in una città distante 30 km, con la testimonianza di altri due uomini non del posto. Non fece il nome del padre del bambino, ma gli storici non hanno dubbi che si trattasse di Commerson, e che sia stato lo stesso Commerson ad aver organizzato il tutto con l'avvocato e i testimoni.
Poco dopo Baret e Commerson si trasferirono a Parigi, dove lei continuò a gestirgli la casa. Sembra che in questo periodo Baret cambiò il proprio nome in "Jeanne de Bonnefoy". Il figlio, nato nel dicembre 1764, prese il nome di Jean-Pierre Baret. Baret partorì presso l'Ospedale dei Trovatelli di Parigi. Fu subito affidato a una madre adottiva, ma morì nell'estate del 1765. Commerson aveva affidato il figlio legittimo al cognato di Toulon-sur-Arroux, e non lo vide più per il resto della vita.
Nel 1765 Commerson fu invitato a unirsi alla spedizione di Bougainville. Esitò ad accettare dato che era di salute cagionevole; chiese l'aiuto di Baret come infermiera e casalinga, affidandole anche la propria collezione di carte. Il suo incarico gli dava diritto ad avere un servitore, pagato dalle casse reali, ma le donne erano proibite sulle navi francesi di quel periodo. A un certo punto prese forma l'idea di travestire Baret per permetterle di accompagnare Commerson. Per evitare i controlli, si unì alla spedizione poco prima della partenza, affermando di non conoscere Commerson.
Prima di lasciare Parigi, Commerson redasse un testamento nel quale lasciò a "Jeanne Baret, nota come de Bonnefoi, mia casalinga", una somma forfettaria di 600 lire oltre agli stipendi arretrati e all'arredamento dell'appartamento di Parigi. La storia che Baret raccontò a Bougainville fu studiata per discolpare Commerson dall'accusa di coinvolgimento nella truffa, ma data la loro precedente relazione è altamente improbabile che Commerson non ne fosse a conoscenza.

### Con Bougainville

Rotta del viaggio di Bougainville

Baret e Commerson si unirono alla spedizione di Bougainville nel porto di Rochefort a fine dicembre del 1766. Furono assegnati alla nave magazzino, la Étoile. Data l'enorme quantità di cose portate a bordo da Commerson, il capitano della nave, François Chesnard de la Giraudais, concesse l'uso della sua ampia cabina a Commerson e al suo "assistente". Questo permise a Baret molta più privacy di quanta ne avrebbe avuta vivendo col resto dell'equipaggio.
Oltre al racconto pubblicato da Bougainville, la storia di Baret appare in tre altre memorie sopravvissute al viaggio: un diario tenuto unitamente da Commerson e Pierre Duclos-Guyot; un diario del principe di Nassau-Siegen, un passeggero pagante a bordo della Boudeuse; e una memoria di François Vivès, chirurgo a bordo dell'Étoile. Vivès ebbe molto da dire su Baret, ma le sue memorie non sono del tutto affidabili perché lui e Commerson litigarono durante il viaggio e il suo racconto, scritto in gran parte dopo i fatti, è pieno di insinuazioni e commenti cattivi nei confronti di Commerson e Baret.
Commerson soffrì di mal di mare e ulcere ricorrenti alla gamba nella prima parte del viaggio, e probabilmente Baret passò molto tempo a curarlo. A parte la cerimonia di passaggio dell'equatore, descritta da Commerson con qualche dettaglio, ci fu poco da fare per i botanici prima che l'Étoile raggiungesse Montevideo. Qui iniziarono le esplorazioni di pianure e montagne circostanti. La gamba di Commerson dava ancora problemi e sembra che Baret abbia svolto buona parte dei compiti, trasportando provviste e campioni. A Rio de Janeiro, luogo pericoloso in cui il cappellano della Étoile fu ucciso a riva poco dopo il loro arrivo, Commerson era ufficialmente confinato sulla nave per curarsi la gamba, ma lui e Baret raccolsero comunque campioni di fioritura di una pianta che chiamarono Bougainvillea.
Dopo una seconda visita a Montevideo, la successiva occasione di lavoro per i botanici fu la Patagonia dove le navi rimasero in attesa dei venti favorevoli per attraversare lo stretto di Magellano. Qui Baret accompagnò Commerson in molte escursioni nell'aspro territorio guadagnandosi una reputazione per il coraggio e la resistenza. Commerson, di nuovo ostacolato dal dolore alla gamba, definì Baret la propria "bestia da soma" per queste spedizioni. Oltre al lavoro manuale, Baret dovette raccogliere piante, pietre e conchiglie, e aiutò Commerson a organizzare e catalogare i campioni.

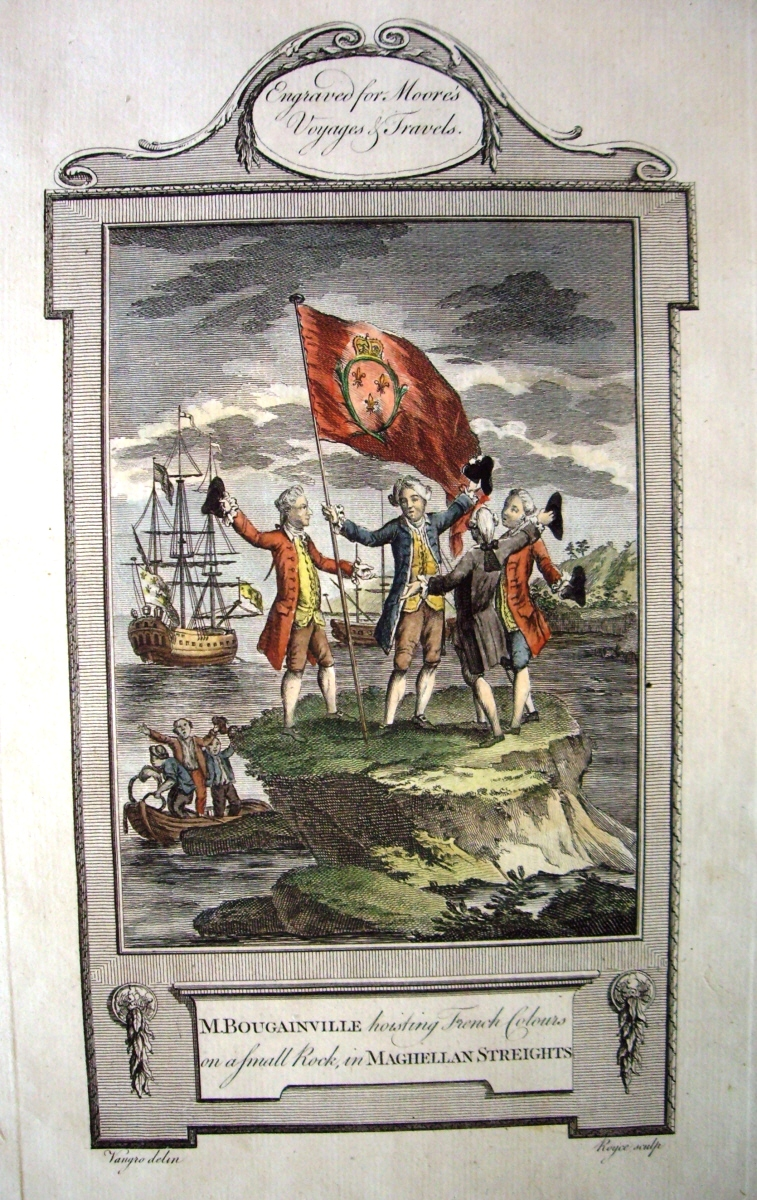
Rappresentazione di Bougainville su di un isolotto nello stretto di Magellano

I vari racconti sulla spedizione narrano in modo differente il modo in cui fu scoperto il vero sesso di Baret. Secondo Bougainville, voci secondo cui Baret sarebbe stata una donna avevano iniziato a circolare da tempo, ma il sesso fu confermato solo quando la spedizione raggiunse Tahiti nell'aprile del 1768. Non appena lei e Commerson sbarcarono per svolgere il lavoro di botanici, Baret fu immediatamente circondata da tahitiani che affermarono trattarsi di una donna. Fu necessario farla ritornare sulla nave per proteggerla dai tahitiani eccitati. Bougainville narrò l'incidente nel proprio diario alcune settimane dopo, quando ebbe occasione di visitare la Étoile per discuterne personalmente con Baret.
Nel proprio racconto, Vivès riporta molte speculazioni sul sesso di Baret già all'inizio del viaggio, e afferma che Baret avrebbe dichiarato di essere un eunuco quando gli fu chiesto esplicitamente da La Giraudais (il cui diario ufficiale è andato perduto). Il racconto di Bougainville sullo smascheramento di Baret a Tahiti non è confermato dagli altri narratori della spedizione, nonostante Vivès descriva un incidente simile in cui Baret venne accusata di essere una donna da parte del tahitiano Ahu-toru a bordo della nave. Vivès racconta anche un diverso incidente in Nuova Irlanda a metà luglio, quando Baret fu colta di sorpresa nuda, ed "esaminata" da un gruppo di altri inservienti della spedizione. Anche Duclos-Guyot e Nassau-Siegen affermarono che Baret fu scoperta essere una donna in Nuova Irlanda, ma senza citarne i dettagli.
Ahu-toru tornò in Francia con la spedizione e gli fu in seguito chiesto di Baret. I moderni studiosi credono che Ahu-toru pensasse veramente che Baret fosse una donna travestita, o una māhū. In ogni caso altri nativi tahitiani parlarono di una donna facente parte della spedizione di Bougainville ai successivi visitatori dell'isola, compresi James Cook nel 1769 e Domingo de Bonechea nel 1772.
Dopo aver attraversato il Pacifico, la spedizione rimase gravemente a corto di provviste. Dopo una breve sosta per il rifornimento nelle Indie orientali olandesi, le navi fecero una sosta più lunga presso l'isola di Mauritius nell'oceano Indiano. Quest'isola, nota come Isle de France, era ai tempi un importante porto commerciale francese. Commerson fu felice di scoprire che il vecchio amico botanico Pierre Poivre era al servizio del governatore dell'isola, e Commerson e Baret rimasero come ospiti di Poivre. Probabilmente anche Bougainville sostenne questa sistemazione, dato che la cosa gli permetteva di liberarsi del problema di avere illegalmente una donna a bordo.
A Mauritius Baret continuò a essere assistente e casalinga di Commerson. È probabile che lo abbia accompagnato in Madagascar e sull'isola di Bourbon nel 1770-1772. Commerson continuò ad avere gravi problemi di salute e morì a Mauritius nel febbraio 1773. Le sue risorse finanziarie sull'isola erano ridotte al minimo, il patrono Poivre era stato richiamato a Parigi e Baret si ritrovò senza la possibilità di tornare in Francia per reclamare i soldi lasciatile dal testamento di Commerson.

### Vecchiaia

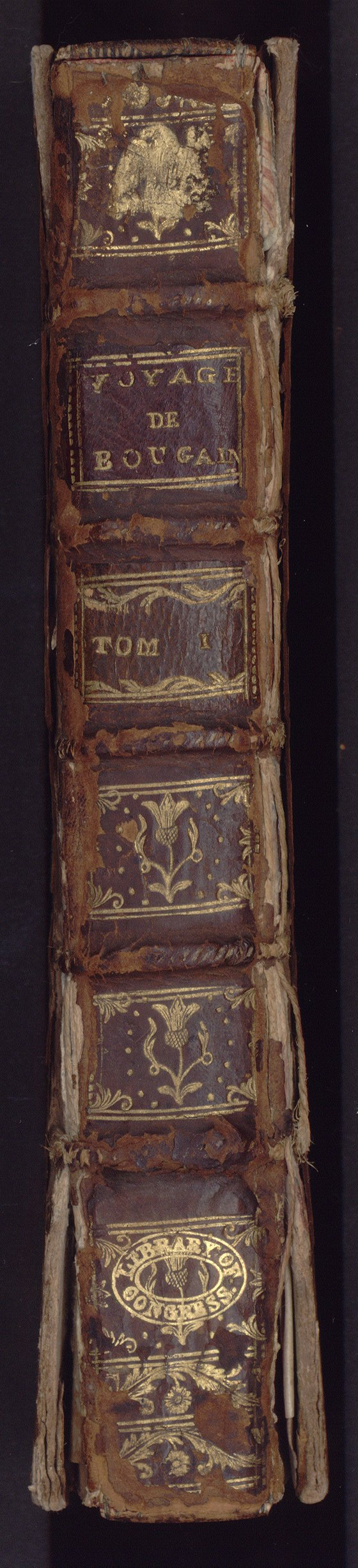
Voyage autour du monde par la frégate du roi La Boudeuse et le navire L'Etoile en 1766, 1767, 1768, et 1769

Dopo la morte di Commerson, sembra che Baret abbia trovato lavoro in una taverna di Port Louis per qualche tempo. Il 17 maggio 1774 sposò Jean Dubernat, ufficiale dell'esercito francese che aveva fatto tappa sull'isola durante il viaggio di ritorno in Francia.
Non si sa quando Baret e il marito giunsero in Francia, completando quindi la circumnavigazione. Probabilmente fu nel 1775. Nell'aprile 1776 ricevette i soldi del testamento di Commerson dopo averne fatto richiesta al procuratore generale. Con questi soldi si stabilì con Dubernat nel suo villaggio nativo di Saint-Aulaye, dove probabilmente trovò lavoro come fabbro.
Nel 1785 a Baret fu concessa una pensione di 200 lire l'anno dal ministero della marina. Il documento ufficiale chiarisce il motivo di tale concessione:
(Da Dunsmore, op.cit. p. 185)
Morì a Saint-Aulaye il 5 agosto 1807, all'età di 67 anni.

## Retaggi e controversie

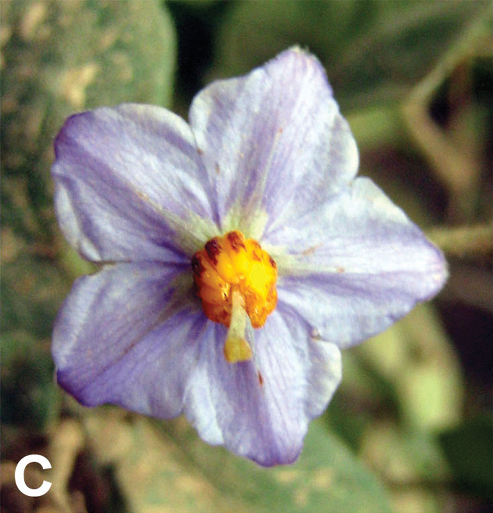
Solanum baretiae, così battezzata in onore di Jeanne Baret

Commerson diede a molte piante il nome di amici e conoscenti. Una di loro, un arbusto alto con foglie verde scuro e fiori bianchi scoperta in Madagascar, prese il nome di Baretia bonafidia. Ma il nome scelto da Commerson non sopravvisse dato che gli era già stato dato un nome quando i suoi racconti raggiunsero Parigi; successivamente è diventata nota col nome di Turraea. Nonostante oltre settanta specie abbiano preso il nome di Commerson, solo una, la Solanum baretiae, rende onore a Baret.
Per molti anni il diario pubblicato da Bougainville, popolare best seller a quei tempi, sia nella traduzione inglese sia nell'originale francese, fu l'unica fonte disponibile riguardo a Baret. Studiosi successivi hanno scoperto altri documenti sulla sua vita, ma molte delle nuove informazioni rimangono semisconosciute e inaccessibili al grande pubblico, soprattutto fuori dalla Francia. La prima biografia in inglese di Baret, scritta da John Dunmore, fu pubblicata solo nel 2002, e solo in Nuova Zelanda. Altri articoli apparvero su riviste specialistiche.
La biografia di Baret scritta nel 2010 da Glynis Ridley, The Discovery of Jeanne Baret, portò Baret all'attenzione del grande pubblico permettendo di smentire alcune vecchie idee sbagliate riguardo alla sua vita. In ogni caso, la biografia di Ridley fu molto criticata per il fatto di basarsi su improbabili ipotesi non corroborate da altre fonti primarie o secondarie.